# Csardasfurstinnan
Csardasfurstinnan (tyska: Die Csárdásfürstin) är en operett i tre akter med musik av Emmerich Kálmán och med libretto av Leo Stein och Béla Jenbach.

## Historia
Efter en mindre lyckad operett med titeln Der kleine König kastade sig Kálmán över en idé som kläckts av de rutinerade librettisterna Leo Stein och Bela Jenbach. De kallade sin historia Es lebe die Liebe, men när operetten efter flera års arbete äntligen fick sin premiär hade den döpts till Die Csárdásfürstin. Arbetet tog sin rundliga tid och det berodde till att börja med enbart på författarna, som knappast hörde till snabbskrivarna inom facket. Den flitige och metodiske Kálmáns tålamod blev hårt prövat. Det var alltid tusen saker i vägen, när det skulle skrivas text. Författarna trivdes nämligen betydligt bättre på sitt stamkafé än vid skrivbordet. I maj 1914 fick Kálmán äntligen den sedan ett halvår utlovade första akten. För säkerhets skull tog kompositören med sig sina librettister och for bort från Wien där det fanns alldeles för många distraktioner. Trion slog sig ned i Marienbad, en böhmisk kurort, vars behagliga lugn inverkade fördelaktigt på arbetet. Det bestämdes att huvudpersonen i stycket skulle vara den rumänska sångerskan Sylva Varescu. Med första akten helt färdigskriven återvände herrarna efter några månader till Wien.
Men så utbröt Första världskriget och arbetet med Csardasfurstinnan sköts åt sidan. I det spända läget ansåg sig inte operetteatrarna kunna bjuda på den vanliga oförargliga underhållningen. Också operetterna borde ha kontakt med krigssituationen. I ungefär ett år låg arbetet nere då det var ytterst osäkert om det ens skulle kunna sättas upp några nya teater- och operettverk i Wien inom en snar framtid. Kompositören och författarna återupptog inte arbetet förrän sommaren 1915, den här gången i Bad Ischl där Kálmán hyrde Rosenvillan i vilken Franz Lehár tidigare arbetat med sådan framgång. Denna vändpunkt i början av kriget återspeglas också i texterna till andra och tredje akten. Dessutom blev rumänskan till en ungersk sångare, men fortfarande med det rumänska namnet Sylva Varescu. Det var bestämt att verket skulle sättas upp på Johann Strauß-Theater i Wien, men där hade just Oscar Straus operett Rund um die Liebe blivit en oväntad stor publikmagnet och beräknades gå hela säsongen. Eftersom operettens titel ännu var Es lebe die Liebe beslöt upphovsmännen att ändra den till Die Csárdásfürstin.

### Premiär med förhinder

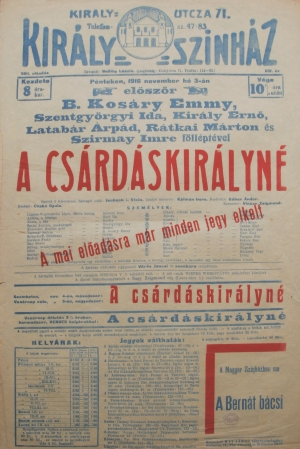
Affisch till en uppsättning på ungerska 1916

Premiären var bestämd att äga rum den 13 november men senarelades till den 17 november. Enligt ett falskt rykte berodde det på att den 13 november var en fredag och teaterdirektören Hubert Marischka ville spela den skrockfulle Kálmán ett spratt. Kálmán skulle förgäves ha försökte övertyga Marischka (vilken han inte stod på god fot med) att byta premiärdatum men förgäves. Sanningen var att den 13 november var en lördag och att Marischka inte var chef vid den tiden. Vad som dock var sant var att när premiärpubliken anlände till teatern den 13 november möttes de av ett stort handskrivet plakat som var uppsatt ovanför biljettluckan: "Premiären inställd på grund av komikern Josef Königs plötsligt inträffade heshet". Fyra dagar senare den 17 november fick publiken komma tillbaka och till dess hade författarna hunnit skriva om tredje akten, där man lagt in en komisk scen som visade sig slå mycket bra. Premiären blev en jättesuccé och kom att spelas 533 gånger fram till maj 1917. Tidningen Neue Wiener Tageblatt skrev dagen efter premiären att Kálmán "på samma gång står med en fot i den ungerska myllan och den andra i danssalarna varifrån wienervalsen kommer". Denna lyckade kombination gjorde det möjligt för operetten att upprepa succén över hela Europa. Medan recensenterna höjde Kálmán till skyarna uttalade de sig lite mer reserverat om handlingen, "en operettgreves affärer". Men historien hade i högst grad verklighetsbakgrund. En nitisk statistiker hade en gång räknat ut hur många äktenskap som under 1700- och 1800-talet ingåtts i Tyskland och Österrike mellan aristokrater och unga damer från teatervärlden. Enligt denna statistik skulle 180 furstar, 600 grevar och 3000 baroner ha äktat en skådespelerska, sångerska eller dansös.
Redan 1916 uppfördes den i andra tysktalande städer såsom Hamburg och Berlin, samt i Ungern och Sverige (se nedan) och 1917 följde uppsättningar i Danmark, Finland, Polen och Ryssland, samt en amerikansk version (på ungerska). När den skulle sättas upp på Broadway i New York 1917 fick den titeln The Riviera Girl i en helt ny version skriven av Guy Bolton och P.G. Wodehouse, och med extra musiktillägg av Jerome Kern. Handlingen hade bytts från Budapest/Wien till Monte Carlo. Men trots vackra scenerier och bra sångare blev uppsättningen ett fiasko, delvis på grund av anti-tyska stämningar i USA.
På grund av kriget fick London vänta till 1921 med att se Csardasfurstinnan. The Gipsy Princess hade ett libretto skrivet av Arthur Miller och sångtexter av Arthur Stanley, men resultatet blev samma som i New York. Csárdáskirálynó hette operetten när den sattes upp på ungerska i Budapest i november 1916. Den skulle förbli ett repertoarverk i hela Östeuropa, ofta med titeln Sylva. Den första uppsättningen i Paris ägde inte rum förrän i mars 1930 men blev en stor succé och Princess Czardas är fortfarande populär i Frankrike.

### Uppföranden i Sverige

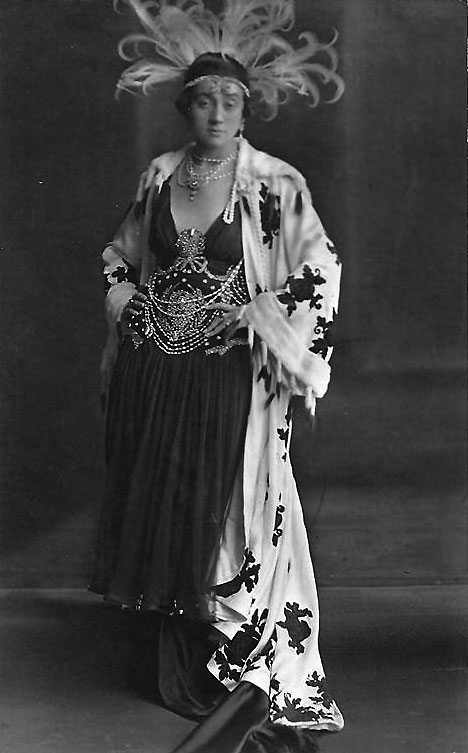
Naima Wifstrand som Sylva Varescu 1916

Den uppfördes på svenska samtidigt (1 september) på Stora Teatern i Göteborg och på Oscarsteatern i Stockholm 1916. På Oscarsteatern spelades Sylva av Naima Wifstrand, på Stora Teatern framträdde Hilma Barcklind som den ungerska chansonetten i maken Carls regi. Själv spelade han Boni. Medan göteborgspressen var ganska blandad i sin kritik, var stockholmskritikerna desto mer entusiastiska. Framför allt lovprisade man "operett-tragediennen" Naima Wifstrand i titelrollen. Csardasfurstinnan blev en av teaterdirektören Albert Ranfts största succéer i Stockholm. Till den 200:e föreställningen anlände Kálmán själv för att gästdirigera. Vid den åtföljande galasupén på Grand Hôtel Royal överräckte han till primadonnan en praktfull nejlikebuktett, i vilken han hade stuckit in den taktpinne som han använt vid jubileumsföreställningen på Oscars. Just den taktpinnen använde Naima Wifstrand själv vid teaterns 40-årsjubielum den 6 december 1946, då hon dirigerade ett potpurri på melodier ur gångna års Oscarssuccéer.
Operetten har uppförts på Oscarsteatern 1917, 1919-1921, 1954 med Ulla Sallert i huvudrollen, Einar Beyron som Edvin, 1970 med Ulla Sallert i huvudrollen, Sven Lindberg som Edvin, och 1981 (med Louise Werner i huvudrollen, Johnny Blanc som Edvin, senare även Lennart Bielke i den manliga huvudrollen), på Södra folkparkens teater 1926, på Vasateatern i Stockholm 1928 samt på Kungliga Operan i Stockholm 1932 och 1935-1941. Dåvarande Malmö Stadsteater uppförde verket 1948, 1963, 1975 och 1989.
1997 sattes Csardasfurstinnan upp i en ny uppsättning på Nöjesteatern i Malmö med Sofie Lindberg och Mattias Ermedahl som Sylva och Edvin i regi av Claes Sylwander och bearbetning av Egon Larsson och Anders Aldgård, som också spelade Boni. Som Fursten och Furstinnan sågs Stig Grybe och Sonja Stjernquist; den senare gjorde stor succé med ett specialskrivet medley av Aldgård.

## Personer
| Roller                                                      | Röststämma    | Premiärbesättning 17 november 1915 (Dirigent: Artur Guttmann) |
| ----------------------------------------------------------- | ------------- | ------------------------------------------------------------- |
| Sylva Varescu, varietéprimadonna                            | sopran        | Mizzi Günther                                                 |
| Edwin Ronald                                                | tenor/baryton | Karl Bachmann                                                 |
| Grevinnan Anastasia "Stasi" von Eggenberg                   | sopran        | Susanne Bachrich                                              |
| Greve Boni Káncsiánu                                        | tenor         | Josef König                                                   |
| Greve Feri von Kerekes                                      | bas           | Antal Nyárai                                                  |
| Anhilte                                                     | mezzosopran   | Gusti Macha                                                   |
| Prins Leopold Maria, furste av och till Lippert-Weylersheim | bas           |                                                               |
| Eugen von Rohnsdorff, Edwins kusin, reservlöjtnant          | bas           |                                                               |
| En amerikan                                                 | bas           |                                                               |

## Handling
Plats: Budapest och Wien
Tid: Våren och sommaren 1914
Akt I
Sylva är en flicka av folket som blivit chansonetten på modet i Budapest, där hon uppträder och sjunger på den populära nöjeslokalen Orpheum. Hon hyllas entusiastiskt av ställets unga och gamla habituéer, som till exempel den grånade baron Feri och den yngre greve Boni, bägge försedda med tillräckligt med pengar för att kunna göra natten till dag och varje kväll infinna sig på Orpheum för att ägna Sylva och alla de andra sång- och dansflickorna sin varma uppvaktning. Men Sylvas intresse är helt koncentrerat till en furste från Wien, Edwin af och till Lippert-Weylersheim. Deras kärlek är lika djup som intensiv, men Edwins föräldrar hemma i Wien har fått höra talas om sonens förbindelse med en varietédiva och fadern skickar brev och telegram, där han uppmanar sonen att omedelbart avbryta förbindelsen och med det snaraste komma hem. Sylva inser att de måste skiljas. Hon har därför tackat ja till en amerikaturné och ska samma kväll lämna Budapest i sällskap med Boni. Men Edwin vill inte släppta henne och mitt i avskedsfesten för Sylva får han en idé. Han ber en av gästerna, som är jurist, upprätta ett bröllopskontrakt. Vid en enkel ceremoni förbinder sig Edwin och Sylva att gifta sig med varandra inom två månader och undertecknar sedan kontraktet.
Under festen anländer en kusin till Edwin, löjtnant Eugen von Rohnsdorff med en skriftlig order: Edwin, som är officer ska nästa dag inställa sig vid kommandoexpeditionen i Wien. Och inte nog med det. Föräldrarna vill gifta bort honom med hans kusin Stasi von Eggenberg, en barndomsväninna som enligt Eugen "anser sig vara förlovad med Edwin". Den unge fursten avfärdar det hela med en axelryckning men inser att han måste lyda order. Vad han inte får se är ett tryckt förlovningskort, som Eugen tagit med sig. Det visar i stället denne för Boni, som i sin tur låter Sylva få se det. Då har Edwin redan lämnat Orpheum. Sylva får en chock och med sorg i hjärtat säger hon farväl till alla sina vänner på Orpheum för att resa till Amerika. Boni följer med henne som ressällskap.
Akt II
I andra akten förflyttas handlingen till Wien. Två månader har gått och hos fursten och furstinnan Lippert-Weylersheim pågår just en stor fest med idel aristokratiska gäster. Edwin har skickat massor av telegram till Amerika och Sylva, men har aldrig fått något svar och det förefaller som om han nu försonat sig med tanken på att trots allt ingå förlovning med kusin Stasi. Paret sjunger en valsduett som i "Nalle" Halldéns översättning fått refrängen Låt oss liksom svalorna bygga oss ett bo. Mitt i festen gör Boni och Sylva en dramatisk entré. Hon vill se Edwin, och eftersom hon inte gärna kan uppträda som Sylva Varescu presenterar Boni henne som sin fru. De har just kommit hem från Amerika och Sylvas entré väcker stor uppmärksamhet. Den gamle fursten Leopold Maria blir förtjust i den vackra ungerskan, men en av gästerna påpekar hennes likhet med en viss sångerska, Sylva Varescu, kallad "Csárdásfurstinnan".
När Sylva berättar för Edwin att hon gift sig med Boni, vägrar han först att tro det. Men Sylva, som ju tror på förlovningen mellan Edwin och Stasi, spelar komedi också inför honom. Samtidigt vaknar deras gamla kärlek och de sjunger en duett där de påminner sig gångna, lyckliga dagar i Budapest: Minns du det än, minns du den lyckliga tiden. Men Sylva inser under kvällens lopp att varietésångerskan Sylva Varescu inte alls passar in i detta furstliga sammanhang och lämnar tillbaka bröllopskontraktet till Edwin. Sedan sällskapet får veta vem hon egentligen är gör hon sin sorti.
Akt III
I tredje akten samlas alla rollfigurerna i en hotellvestibul. Det blir den gamle Feri som får klara upp det hela. Han avslöjar för furst Leopold Maria att dennes hustru en gång varit sångerska vid varietén. Feri vet det på mycket goda grunder, eftersom hon var hans ungdoms stora kärlek. Gammelfursten står som fallen från skyarna. Hans fru, furstinnan af och till Lippert-Weylersheim, en före detta varietésångerska! Sagda dam bekräftar att det är sant. När hon mötte Leopold Maria för längesedan var hon änka efter en adlig general och då brydde hon sig inte om att avslöja sitt förflutna vid varietén. Nu inser den gamle fursten att han ju inte gärna kan säga nej till att hans egen son Edwin gifter sig med varietésångerskan Sylva Varescu och så undanröjs alltså det sista hindret. Stor, lycklig final med en csardasfurstinna, som snart ska bli en alldeles riktig furstinna. Och alla sjunger den stora valsen Tusentals små änglar sjunga, håll mig kär!.

## Föreställningslängd
En typisk föreställning varar omkring 2 timmar och 30 minuter.

## Musiknummer
- Förspel (Orkester)
- Nr. 1 Lied: Heia, heia, in den Bergen ist mein Heimatland (Sylva, Boni, Feri, kör)
- Nr. 2 Marsch-Ensemble: Alle sind wir Sünder – Die Mädis vom Chantant (Boni, Feri, kör)
- Nr. 3 Duett: Sylva ich will nur dich – Ja, Mädchen gibt es wunderfeine (Sylva, Edwin)
- Nr. 4 Lied: Aus ists mit der Liebe – Ganz ohne Weiber geht die Chose nicht (Boni, kör)
- Nr. 5 Lied: O jag dem Glück nicht nach (Sylva, Edwin, Boni)
- Nr. 6 Final I: Ich Edwin Ronald…Hochzeitstanz.....Jetzt gerade jetzt.....Heißa so verliebt zu sein (Alle)
- Nr. 6a: Entr’acte (Förspel till akt II) (Orkester)
- Nr. 7 Tanzwalzer: Erstrahlen die Lichter (kör)
- Nr. 8 Duett: Ich warte auf das große Wunder – Machen wir’s den Schwalben nach (Stasi, Edwin)
- Nr. 9 Duett: Heller Jubel – Weißt Du es noch (Sylva, Edwin)
- Nr. 10 Kvartett: Liebchen mich reißt es (Sylva, Stasi, Edwin, Boni)
- Nr. 11 Duett: Mädel guck...Das ist die Liebe die dumme Liebe (Stasi, Boni)
- Nr. 12 Duett: Tanzen möcht ich – Tausend kleine Englein singen (Sylva, Edwin)
- Nr. 13 Final II: Verzeih Papa....Lieben sich zwei Menschenkinder (Alla)
- Nr. 13a Intermezzo (Orkester)
- Nr. 14 Lied: Nimm Zigeuner deine Geige – Jai Mamám, Bruderherz, ich kauf’ mir die Welt (Edwin, Boni)
- Nr. 15 Duett: Mädel guck...Das ist die Liebe die dumme Liebe (Stasi, Boni)
- Nr. 16 Finale III: Tausend kleine Englein singen (Alla)

### Kända svenska sångnummer
- Akt 1. Helt utan kvinnor det nog inte går; Ett litet hår av hin är varje feminin.
- Akt 2. Låt oss liksom svalorna bygga oss ett bo; Minns du den än, minns du den lyckliga tiden.
- Akt 3. Jaj Mamán lille bror vad lever vi för; Tusentals små änglar sjunga, håll mig kär!.